# Csillag Teréz
Csillag Teréz, eredetileg Stern Rebeka Szidónia (Dunaadony, 1859. augusztus 17. – Budapest, 1925. július 9.) színésznő.

## Életútja

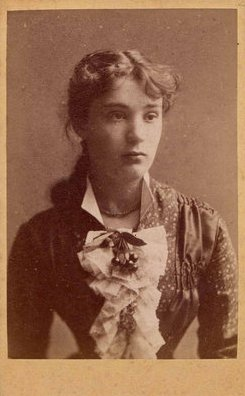
Fiatalkorában

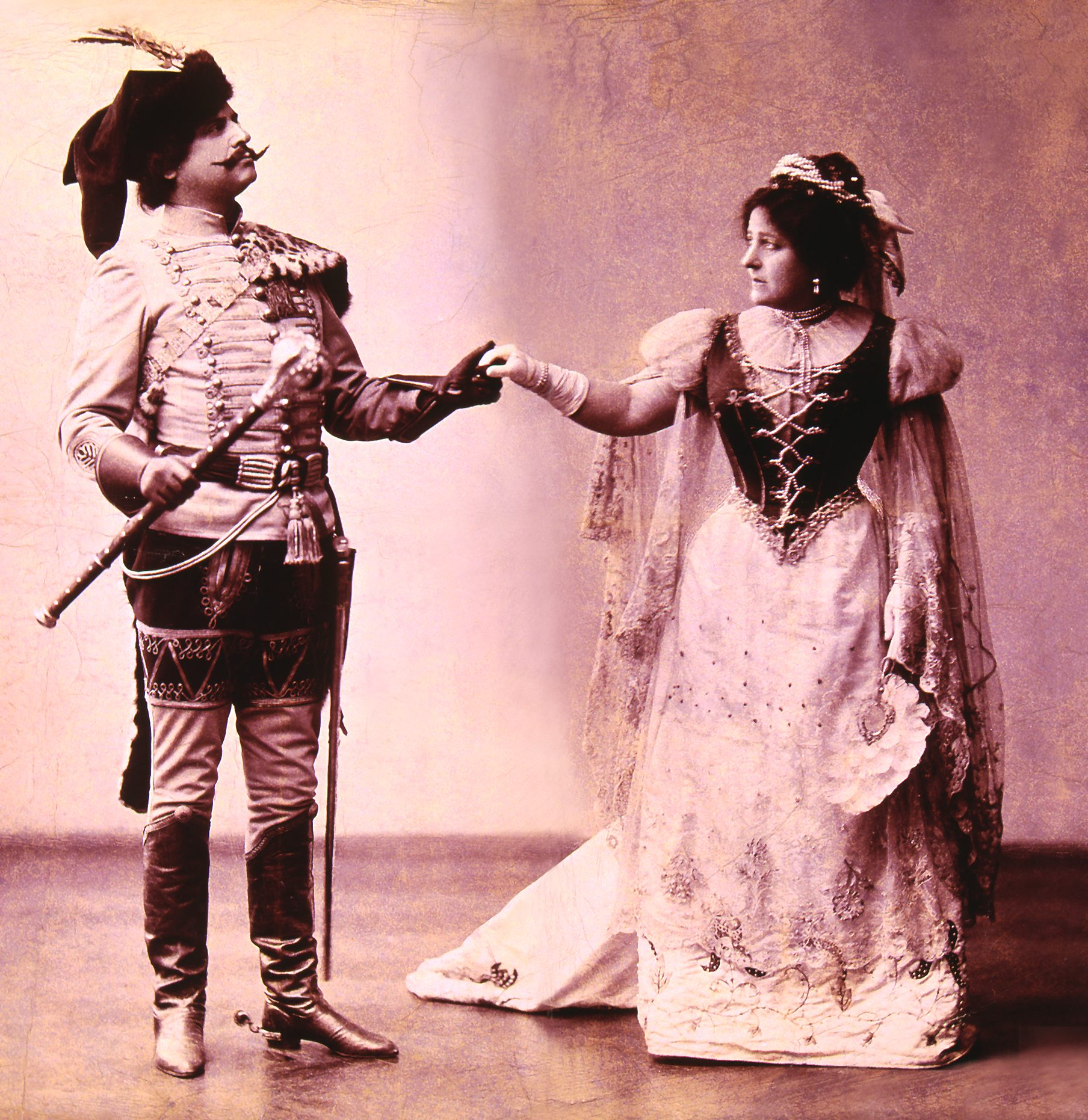
Fenyvesi Emil mint Ocskay László és Csillag Teréz mint Tisza Ilona Herczeg Ferenc Ocskay brigadéros című történelmi színművében (1901)

Stern Hermann és Wimmer Johanna (Hani) leányaként született. 1875-től a Színészeti Tanoda hallgatója volt, 1879-ben szerzett oklevelet és közvetlenül innen került be a Nemzeti Színház társulatába, ahol főleg népszínművekben aratott sikereket. 1883. június 29-én a Deák téri evangélikus templomban férjhez ment Grill Richárd udvari könyvkereskedő és tartalékos hadnagyhoz. Esküvői tanúja Paulay Ede volt, a Nemzeti Színház drámai igazgatója, a párt pedig Győry Vilmos lelkész adta össze. E házasságból két leánygyermek született. Csillag Teréz  Keglevich intendánssal való ellentéte miatt 1898-tól 1901-ig a Vígszínház társulatához került, de utána ismét, nyugdíjazásáig a Nemzeti Színháznál volt. Sokan, többek közt Csiky Gergely is írtak részére darabokat. 1901-ben a Színiakadémia tanára lett, s 1925-ig tanított is. Nagy sikereket ért el az új színésznemzedék nevelése terén, tanítványai imádták. 1909-ben örökös tag címet kapott. Szerepköre a naiva volt, majd Shakespeare, Molière vígjátékaiban a fiatal női szerepeket is játszotta. Komikus szerepekben is kipróbálta magát. 1925-ben nehéz betegség támadta meg. Súlyos operációnak kellett alávetnie magát, amelyet a szíve nem bírt el. Temetése nagy pompával a Nemzeti Színház épületéből történt. Virágokkal borították koporsóját és az egész ország osztatlan részvéte mellett kísérték ki a Fiumei úti köztemetőbe, ahol a város díszsírhelyet ajánlott fel a színművésznő földi hamvai számára. A sírnál megható búcsúztatót mondtak: dr. Hevesi Sándor, a Nemzeti Színház igazgatója, Nagy Adorján, Góth Sándor és Almássy Endre, pályatársai.
Schöpflin Aladár a következőket írta róla: "Az a fajta művésznő volt, aki nem színészi eszközeinek nagyvonalúságával, stílusának kidolgozottságával, a művészet öntudatos fogásaival dolgozott, hanem emberi lényének szeretetreméltóságát és báját vitte a színpadra és ott is tulajdonképpen csak azt folytatta, amit az életben csinált. Ő volt a született naiva fiatal korában, mert naivul, ösztönből játszott. Ezt a természetét átvitte öregkorába is: azokat az idős asszonyokat tudta igazán jól színészileg kidolgozni, akik öreg korukban is megőriznek mennél többet a fiatalkor üdeségéből és naivak tudnak maradni. A szenvedély, a tragikus hang nem volt meg regiszterében, lényénél fogva vígjátéki színésznő volt, de a maga nemében legjobb, akit magyar színpadon láttunk. Francia darabokban finom, előkelő szalonhölgy, magyar darabokban tűzről pattant vidéki magyar úrilány és menyecske - ezek voltak legnagyobb sikerei."

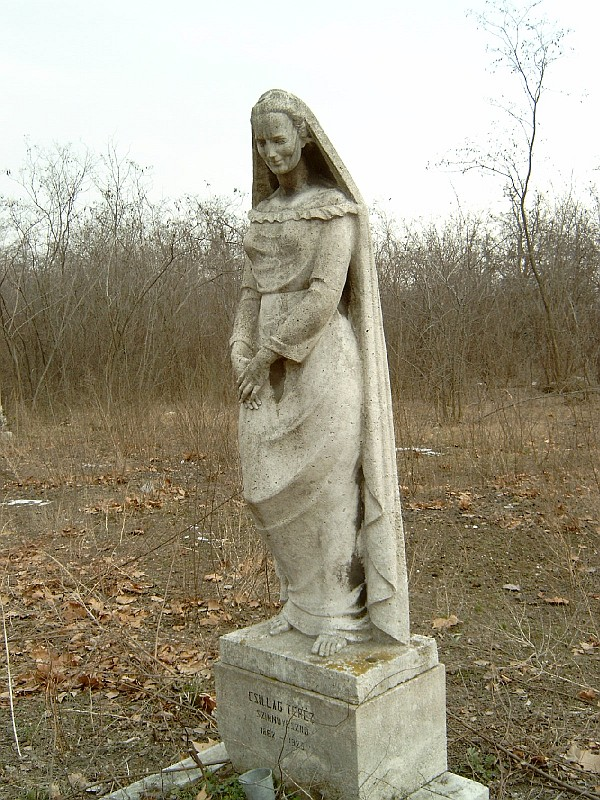
Csillag Teréz sírja Budapesten. Kerepesi temető: 39-1-7.

## Színpadi szerepei
- Cyprienne (Victorien Sardou – Émile de Najac(wd): Váljunk el!)
- Bérangère (Sardou: Odette)
- Márta (Csiky Gergely: A nagymama
- Brigitta (Henri Meilhac(wd) – Ludovic Halévy(wd): A kis mama)
- Beatrix (Shakespeare: Sok hűhó semmiért)
- Katalin (Shakespeare: A makrancos hölgy)
- Hermia (Shakespeare: Szentivánéji álom)
- Izabella (Molière: Férjek iskolája)
- Ágnes (Molière: Nők iskolája)
- Szentirmayné (Herczeg Ferenc: A dolovai nábob lánya)
- Dajka (Shakespeare: Rómeó és Júlia)
- Chanclos grófnő (Szomory Dezső: II. József császár)